# Libořice

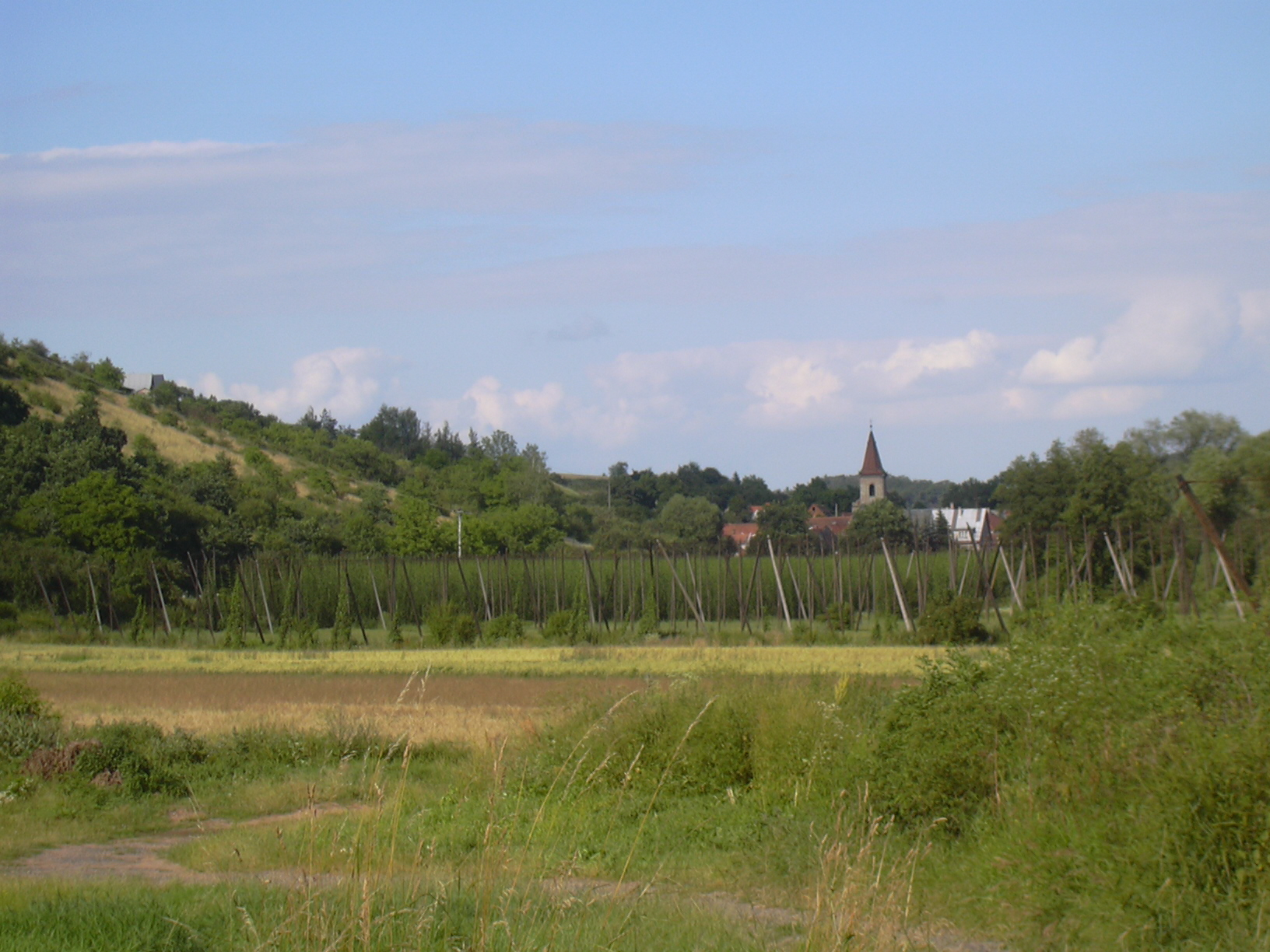
Ortsansicht von Südwesten

Libořice (deutsch Liboritz, auch Lieboritz) ist eine Gemeinde in Tschechien. Sie liegt acht Kilometer nordöstlich von Podbořany und gehört zum Okres Louny.

## Geographie
Libořice befindet sich am nordwestlichen Fuße des Džbán-Berglandes an der Blšanka (Goldbach). Nördlich erhebt sich die Na Slatině (321 m) und im Westen der Libořický kopec (342 m). Südlich liegen leichte Bunkerlinien des Tschechoslowakischen Walls.
Nachbarorte sind Milčeves im Norden, Železná im Nordosten, Nový Dvůr, Lhota und Sádek im Osten, Želeč im Südosten, Soběchleby und Siřem im Süden, Liběšovice im Südwesten, Pšov und Sýrovice im Westen sowie Kličín im Nordwesten.

## Geschichte
Die erste schriftliche Erwähnung des Dorfes erfolgte 1333 als Besitz des Klosters Roudnice nad Labem. 1338 ließ das Kloster in Libořice eine Feste errichten. 1386 verkauften die Roudnicer Augustiner den Besitz an Jan von Brloh. 1404 erwarb Václav Valkoun von Solopysk die Güter. Ihm folgte 1437 Zikmund Řepanský von Řepany. Nach zahlreichen Besitzerwechseln gelangte Libořice zu Beginn des 18. Jahrhunderts an die Herren von Kolowrat. 1718 erwarb Franz Josef Graf Schlick Libořice von Maximilian Kolowrat-Libštejnský. Er ließ die alte Feste zu einem frühbarocken Schloss umbauen. 1739 kauften die Grafen von Klebelsberg den Besitz. Nach einer Instandsetzung des Schlosses ließ Wenzel von Klebelsberg am Schloss entlang des Goldbaches einen Schlosspark anlegen. Die Ausführung erfolgte ab 1780 durch den herrschaftlichen Gartenbauer der Grafen Czernin Rudolf Födisch, der den englischen Landschaftspark in Schönhof gestaltet hatte.
Nach der Aufhebung der Patrimonialherrschaften bildete Lieboritz/Libořice ab 1850 eine Gemeinde im Bezirk Podersam. Am 4. Februar 1871 wurde durch die Buschtěhrader Eisenbahn die Strecke Prag-Komotau eingeweiht, die nördlich von Schelesen in Goldbachtal führte. In der Nacht vom 25. zum 26. Mai 1872 wurde Lieboritz nach Wolkenbrüchen von einer nächtlichen Sturzflut des Goldbaches verwüstet und der Schlosspark zerstört. Im selben Jahre verkauften die Grafen Klebelsberg das Schloss und Gut an den Michelober Brauereibesitzer Anton Dreher. 1930 hatte die Gemeinde 729 Einwohner. 
Nach dem Münchner Abkommen wurde der Ort 1938 dem Deutschen Reich zugeschlagen und gehörte bis 1945 zum Landkreis Podersam. Die tschechische Bevölkerung verließ wegen der einsetzenden Benachteiligungen das Dorf und zog über die nahe Reichsgrenze in die Tschechoslowakei. 1939 lebten in der Gemeinde 598 Menschen. Nach dem Ende des Zweiten Weltkrieges kam Libořice zur Tschechoslowakei zurück und die deutsche Bevölkerung wurde vertrieben. 
Mit Beginn des Jahres 1961 erfolgte die Eingemeindung von Železná, zugleich wurde der Ort dem Okres Louny zugeordnet. Zwischen 1981 und 1990 war Libořice nach Měcholupy eingemeindet.

## Gemeindegliederung
Die Gemeinde Libořice besteht aus den Ortsteilen Libořice (Liboritz) und Železná (Schelesen), die zugleich auch Katastralbezirke bilden.

## Sehenswürdigkeiten

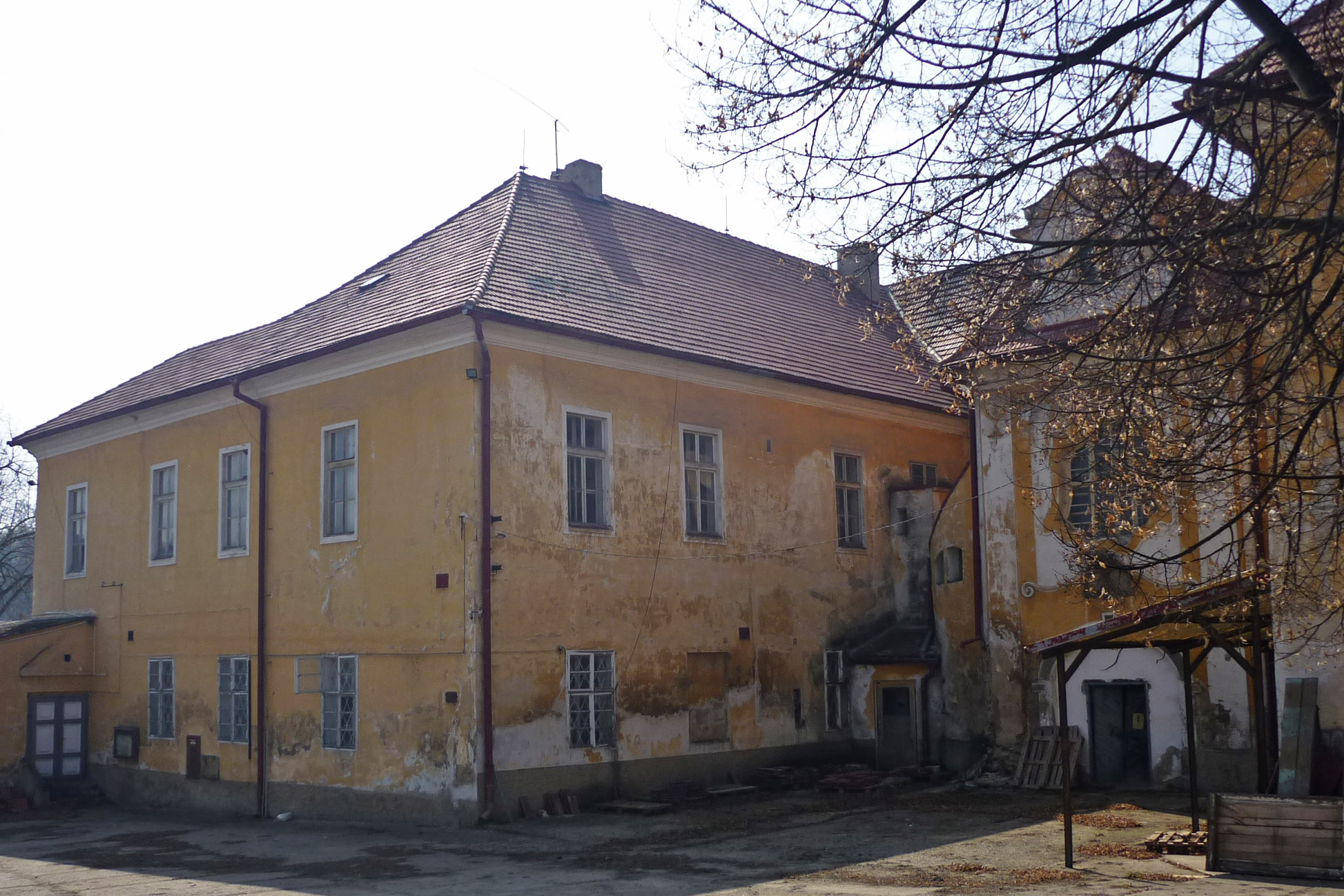
Schloss Libořice

- Schloss Libořice, der dreiflügelige Bau entstand 1737 für Franz Josef Schlick auf einer alten Feste. 1924 wurde das Schloss umgestaltet.
- barocke Kirche Mariä Himmelfahrt, errichtet 1716 anstelle eines Vorgängerbaus aus dem 14. Jahrhundert
- Pfarrhaus, erbaut in der zweiten Hälfte des 18. Jahrhunderts
- Kapelle an der Straße nach Milčeves
- Menhir „Zlaťák“, der 3 m hohe Quarzitblock wurde 2009 in Železná an der Furt durch die Blšanka aufgestellt. Früher lag er in einem Feld und war dann in den 1980er Jahren ausgebaggert und in die Schlucht des Želečský potok geworfen worden.
- Eisenbahnbrücke über die Blšanka bei Železná, errichtet in den 1870er Jahren, technisches Denkmal
- Kapelle in Železná